# شوتا (تاجیکستان)
شوتا (به لاتین: Showeta) یک منطقهٔ مسکونی در تاجیکستان است که در ولایت سغد واقع شده‌است. شوتا ۸ نفر جمعیت دارد و ۲٬۵۲۰ متر بالاتر از سطح دریا واقع شده‌است.